# سرو کلن‌ویلیام
سرو کلن‌ویلیام (نام علمی: Widdringtonia wallichii) نام یک گونه از سرده سروهای آفریقایی است.